# Мбаппе, Этан
Эта́н Мбаппе́ Лотте́н (фр. Ethan Mbappé Lottin; род. 29 декабря 2006, Монтрёй) — французский футболист, полузащитник клуба «Лилль».

## Клубная карьера
Этан Мбаппе — воспитанник футбольной академии французского клуба «Бонди», к которому присоединился в 2015 году. В августе 2017 года перебрался в структуру «Пари Сен-Жермен», где стал выступать за юношескую команду. В июне 2021 года Мбаппе подписал с клубом новый трёхлетний контракт. В декабре 2022 года Этан стал подтягиваться к основной команде клуба, за которую свой первый матч сыграл в рамках товарищеской встречи против «Парижа». Параллельно продолжал выступать за юношескую команду «Пари Сен-Жермен».
Перед началом нового сезона летом 2023 года Этан Мбаппе вместе с клубом отправился на предсезонное турне. 15 сентября 2023 года впервые попал в заявку «Пари Сен-Жермен» на матч Лиги 1 против «Ниццы». 20 декабря 2023 года Этан дебютировал за клуб в матче против «Меца», заменив на 2-й добавленной ко второму тайму минуте Мануэля Угарте. 
18 июня 2024 года было объявлено о том, что Этан Мбаппе покинет парижский клуб вслед за своим старшим братом Килианом, которого подписал мадридский «Реал». 

## Статистика
| Выступление      | Выступление      | Выступление      | Лига | Лига | Кубок | Кубок | Еврокубки | Еврокубки | Итого | Итого |
| Клуб             | Лига             | Сезон            | Игры | Голы | Игры  | Голы  | Игры      | Голы      | Игры  | Голы  |
| ---------------- | ---------------- | ---------------- | ---- | ---- | ----- | ----- | --------- | --------- | ----- | ----- |
| Пари Сен-Жермен  | Лига 1           | 2023/24          | 3    | 0    | 2     | 0     | 0         | 0         | 5     | 0     |
| Пари Сен-Жермен  | Итого            | Итого            | 3    | 0    | 2     | 0     | 0         | 0         | 5     | 0     |
| Лилль            | Лига 1           | 2024/25          | 7    | 0    | 1     | 0     | 3         | 0         | 11    | 0     |
| Лилль            | Итого            | Итого            | 7    | 0    | 1     | 0     | 3         | 0         | 11    | 0     |
| Всего за карьеру | Всего за карьеру | Всего за карьеру | 10   | 0    | 3     | 0     | 3         | 0         | 16    | 0     |

## Достижения
«Пари Сен-Жермен»
- Чемпион Франции: 2023/24
- Обладатель Кубка Франции: 2023/24

## Семья
Старший брат Этана Килиан — профессиональный футболист, игрок национальной сборной Франции, победитель чемпионата мира 2018 года и серебряный призёр чемпионата мира 2022 года. Приёмный брат Этана Жирес Кембо-Экоко — тоже профессиональный футболист.